# Glenea robinsoni
Glenea robinsoni là một loài bọ cánh cứng trong họ Cerambycidae.